# Centraliamassakern
Centraliamassakern utspelades den 27 september 1864 i Centralia, Missouri. Sydstatsgerillan bushwhackers attackerade staden för att förstöra järnvägsstationen.
Åttio gerillamän, utklädda till soldater och ledda av den ökände "Bloody Bill" Anderson, red till staden. Bland dem fanns Jesse James och Frank James. De anföll tåget vid stationen och avrättade 23 soldater som var på väg hem från slaget vid Atlanta. De plundrade staden, brände järnvägsstationen och depån med materiel till militären.
Major A.V.E. Johnston och 39th Missouri Infantry Regiment började förfölja gerillan men underskattade motståndaren och trodde de kunde skrämma dem med ett frontalattack. Gerillamännen lyckades i stället döda nästan alla soldater. Enligt Frank James dödade Jesse James Major A.V.E. Johnston.